# Hulk (labdarúgó)
Hulk (polgári nevén Givanildo Vieira de Souza) (Campina Grande, 1986. július 25. –) brazil labdarúgó, a CA Mineiro játékosa.
A Hulk nevet édesapja adta neki A hihetetlen Hulk című film alapján.

## Pályafutás

### Kezdeti évek
Mint ahogy minden kisgyerek hazájában, ő is focizni kezdett. Elsőnek a Vitóriaban kezdett focizni, de kölcsönadták Japánba a Kawasaki Frontale-nak.

### Porto
A Portohoz 5,5 millió euróért igazolták, ahol nyert UEFA Európa Ligát és 3 bajnoki címet, 3 Taca de Portugal-t, 3 nemzeti kupát-t, egyéni szinten pedig 2 gólkirályi címet, Aranycipőt, Ezüstlabdát és egy év legjobb játékosa díját. A Portoban összesen 169 tétmérkőzésen 78 gólja és 58 gólpassza volt (bajnoki meccsmérlege 99/54/72).

## Zenit Szentpétervár
2012 nyarának végén ötvenmillió euróért vásárolta meg a  Zenit Szentpétervár, ezzel a nyár legdrágább transzfere lett a brazilé.

## Shanghai SIPG
2016 július 1-én a kínai élvonalban szereplő Shanghai SIPG csapata szerződtette 55,8 millió euróért, ami ázsiai átigazolási rekordnak számít.

## Sikerei, díjai

### Porto
- Primeira Liga: 2008–2009, 2010–2011, 2011–2012
- Taça de Portugal: 2008–2009, 2009–2010, 2010–2011
- Supertaça Cândido de Oliveira: 2009, 2010,
- Európa-liga: 2010–2011

### Zenit
- Orosz Premier League: 2014–2015
- Orosz kupa: 2015–2016
- Orosz szuperkupa: 2015

### Shanghai
- Kínai Super League: 2018

### Brazília olimpiai válogatott
- Olimpiai játékok ezüstérmes: 2012

### Brazília
- Konföderációs kupa: 2013

## Statisztikái
2017. március 7-én frissítve
| Szezon               | Klub                           | Bajnokság            | Bajnokság       | Bajnokság | Kupa            | Kupa  | Ligakupa        | Ligakupa | Nemzetközi      | Nemzetközi | Egyéb           | Egyéb | Összesen        | Összesen |
| Szezon               | Klub                           | Bajnokság            | Pályára lépések | Gólok     | Pályára lépések | Gólok | Pályára lépések | Gólok    | Pályára lépések | Gólok      | Pályára lépések | Gólok | Pályára lépések | Gólok    |
| -------------------- | ------------------------------ | -------------------- | --------------- | --------- | --------------- | ----- | --------------- | -------- | --------------- | ---------- | --------------- | ----- | --------------- | -------- |
| 2004                 | Vitória                        | Série A              | 2               | 0         | —               | —     | —               | —        | —               | —          | —               | —     | 2               | 0        |
| Brazília Összesen    | Brazília Összesen              | Brazília Összesen    | 2               | 0         | —               | —     | —               | —        | —               | —          | —               | —     | 2               | 0        |
| 2005                 | Kawasaki Frontale              | J1 League            | 9               | 1         | 2               | 2     | 1               | 0        | —               | —          | —               | —     | 12              | 3        |
| 2006                 | Consadole Sapporo (kölcsönben) | J2 League            | 38              | 25        | 3               | 1     | —               | —        | —               | —          | —               | —     | 41              | 26       |
| 2007                 | Tokyo Verdy (kölcsönben)       | J2 League            | 42              | 37        | 0               | 0     | —               | —        | —               | —          | —               | —     | 42              | 37       |
| 2008                 | Kawasaki Frontale              | J1 League            | 2               | 0         | 0               | 0     | 0               | 0        | —               | —          | —               | —     | 2               | 0        |
| 2008                 | Tokyo Verdy                    | J1 League            | 11              | 7         | 0               | 0     | 3               | 1        | —               | —          | —               | —     | 14              | 8        |
| Japán Összesen       | Japán Összesen                 | Japán Összesen       | 102             | 70        | 5               | 3     | 4               | 1        | —               | —          | —               | —     | 111             | 74       |
| 2008–09              | Porto                          | Primeira Liga        | 25              | 8         | 7               | 1     | 1               | 0        | 10              | 0          | 1               | 0     | 44              | 9        |
| 2009–10              | Porto                          | Primeira Liga        | 19              | 5         | 3               | 2     | 0               | 0        | 8               | 3          | 1               | 0     | 31              | 10       |
| 2010–11              | Porto                          | Primeira Liga        | 26              | 23        | 7               | 4     | 3               | 1        | 16              | 7          | 1               | 0     | 53              | 35       |
| 2011–12              | Porto                          | Primeira Liga        | 26              | 16        | 1               | 0     | 2               | 1        | 8               | 4          | 2               | 0     | 39              | 21       |
| 2012–13              | Porto                          | Primeira Liga        | 3               | 2         | 0               | 0     | 0               | 0        | 0               | 0          | 0               | 0     | 3               | 2        |
| Portugál összesen    | Portugál összesen              | Portugál összesen    | 99              | 54        | 18              | 7     | 6               | 2        | 42              | 14         | 5               | 0     | 170             | 77       |
| 2012–2013            | Zenyit Szankt-Petyerburg       | Orosz Premier League | 18              | 7         | 3               | 1     | —               | —        | 9               | 3          | —               | —     | 30              | 11       |
| 2013–2014            | Zenyit Szankt-Petyerburg       | Orosz Premier League | 24              | 17        | 0               | 0     | —               | —        | 10              | 5          | 0               | 0     | 34              | 22       |
| 2014–2015            | Zenyit Szankt-Petyerburg       | Orosz Premier League | 28              | 15        | 2               | 0     | —               | —        | 15              | 6          | —               | —     | 45              | 21       |
| 2015–16              | Zenyit Szankt-Petyerburg       | Orosz Premier League | 27              | 17        | 4               | 2     | —               | —        | 7               | 4          | 1               | 0     | 39              | 23       |
| Oroszország Összesen | Oroszország Összesen           | Oroszország Összesen | 97              | 56        | 9               | 3     | —               | —        | 41              | 18         | 1               | 0     | 148             | 77       |
| 2016                 | Shanghai SIPG                  | Chinese Super League | 7               | 4         | 0               | 0     | —               | —        | 1               | 0          | —               | —     | 8               | 4        |
| 2017                 | Shanghai SIPG                  | Chinese Super League | 1               | 1         | 0               | 0     | —               | —        | 3               | 2          | —               | —     | 4               | 3        |
| Kínai Összesen       | Kínai Összesen                 | Kínai Összesen       | 8               | 5         | 0               | 0     | —               | —        | 4               | 2          | 0               | 0     | 12              | 7        |
| Karrier összesen     | Karrier összesen               | Karrier összesen     | 308             | 185       | 32              | 13    | 10              | 3        | 87              | 34         | 6               | 0     | 443             | 239      |

### Válogatott
| 2009     | 2  | 0  |
| 2011     | 6  | 0  |
| 2012     | 10 | 6  |
| 2013     | 14 | 2  |
| 2014     | 9  | 1  |
| 2015     | 4  | 2  |
| 2016     | 3  | 0  |
| 2021     | 1  | 0  |
| összesen | 49 | 11 |